# Liliom (toneelstuk)
Liliom (Hongaars voor "lelie") is een Hongaars toneelstuk van Ferenc Molnár uit 1909.
Het toneelstuk leverde inspiratie voor diverse films als A Trip to Paradise (1921), Liliom (1930), en Liliom (Franse versie uit 1934 van Fritz Lang). 
Oscar Hammerstein en Richard Rodgers baseerden hier hun musical Carousel op. Tot ongeveer halverwege de 20e eeuw was het bekend als toneelstuk; daarna werd het bekender door de musical van Rogers & Hammerstein.